# Josef Kates
Josef Kates, nato Josef Katz (Vienna, 5 maggio 1921 – Toronto, 16 giugno 2018) è stato un ingegnere austriaco naturalizzato canadese.
Le sue scoperte in ambito elettronico portarono allo sviluppo della prima macchina videoludica e al primo sistema di segnaletica stradale.

## Biografia

### I primi anni e l'educazione
Quinto di sei figli di una famiglia austro-ebraica, Josef Kates nacque da Baruch (Bernard) e Anna Katz (nata Entenberg), i quali gestivano a Vienna un negozio di alimentari e un business di import/export a Vienna. Josef volò in Italia per sfuggire ai nazisti dopo l'Anschluss nel 1938 e poi, l'anno dopo, raggiunse il resto della famiglia in Inghilterra. Kates si arruolò nell'esercito britannico ma, prima che potesse prendere il servizio, lui e altri tedeschi e austriaci residenti in Gran Bretagna furono internati come enemy alien. Kates fu deportato in Canada dove rimase per quasi due anni finché lui e la maggior parte dei suoi compagni internati ebrei vennero riconosciuti dal governo come "vittime dell'aggressione nazista" e rilasciati. Nei campi del New Brunswick e del Québec, Kates pescava, lavorava come taglialegna, a maglia calze e studiava per il diploma di scuola superiore attraverso il programma di immatricolazione delle scuole superiori della McGill University, classificandosi al primo posto negli esami a livello di provincia del Québec. Dopo il suo rilascio nel 1942, si trasferì a Toronto dove incontrò Lillian Kroch, sposandola nel 1944. Ebbero quattro figli: Louis, Naomi, Celina e Philip A.
Studiò alla Goethe-Realschule (Vienna: 1931-1938), alla McGill University (Montreal: 1941, matricola junior e senior), all'University of Toronto (Toronto: 1944-1948, onori in Matematica e Fisica; 1948-1949: MA in Matematica applicata; 1949-1951: Ph.D. in Fisica).

### Carriera
Kates iniziò la sua carriera lavorando per la Imperial Optical Company di Toronto nel 1942 e fu responsabile dell'ottica di precisione per le apparecchiature della Royal Canadian Navy fino alla sua partenza nel 1944. Lavorò poi per la Rogers Vacuum Tube Company (poi Royal Philips Electronics), per i successivi quattro anni nello sviluppo e nella produzione di tubi radar e radio. Passò poi a lavorare nel 1948 presso il Centro di calcolo dell'Università di Toronto, dove partecipò alla progettazione e costruzione dell'UTEC, il primo modello pilota di un computer costruito in Canada.
Kates costruì pure la prima macchina da gioco digitale, la Bertie the Brain: alta quasi quattro metri, venne esposta al Canadian National Exhibition del 1950. Il gioco era una versione di tris, con livelli di difficoltà regolabili. La macchina da gioco controllava l'illuminazione di un display sopraelevato per mostrare l'avanzamento del gioco, e fu costruita utilizzando uno speciale tubo elettronico, il tubo di additron, inventato da Kates stesso. Il tubo di additron riuscì a svolgere il lavoro di dieci tubi radio, riducendo le dimensioni e la complessità della macchina. Con l'avvento dei transistor subito dopo, molto più piccoli e che richiedevano meno potenza, il tubo non venne mai immesso sul commercio.
Kates progettò il sistema di segnalazione automatica del traffico di Toronto nel 1954, il primo al mondo. Fondò e divenne quindi presidente di KCS Ltd a Toronto tra il 1954 e il 1966, che si fuse con il braccio di consulenza di Peat, Marwick, Mitchell & Co. per diventare Kates, Peat, Marwick & Co. in Canada, con altre società negli Stati Uniti e nel Regno Unito, per il quale agì in qualità di co-managing partner. Fu consulente informatico per molte aziende e organizzazioni canadesi e americane e fu coinvolto nella creazione di Setak Computer Services Corp. Ltd. (con il cognome scritto al contrario) con sede a Toronto; offriva accesso ai computer e consulenza sulla base di computer  Burroughs, ad esempio il B5500. Successivamente, il dipendente della Setak, Barry W. Ramer, fondò la Barry W. Ramer & Partners Ltd. e la Ramer Data Consulting Ltd. Management Consulting a Calgary, Alberta. Nel 1974 fondò la Josef Kates Associates Inc., di cui fu presidente.
Nel 1968, fu onorato dal Science Council of Canada, e fu suo presidente dal 1975 al 1978. Kates era anche presidente, amministratore delegato e direttore della Teleride Sage Ltd (1977–1996), e poi dell'IRD Teleride (1996–1997).
Nel 2014, all'età di 93 anni, Kates progettò una proposta di miglioramento per il sistema della metropolitana della Toronto Transit Commission.

## Vita privata
Sua moglie, Lillian Kroch, morì di cancro nel 1993. Nel 1995, Kates sposò Kay Hill. Kates morì a Toronto il 16 giugno 2018.

## Riconoscimenti
- Canadian Good Roads Association (ora Transportation Association of Canada)
- Università di Waterloo (Waterloo: 1979-85, Chancellor;[15] 1993: Chancellor Emeritus)[2]
- LL.D. (Università Concordia: 1981)[16]
- Medagli dall'Engineering Institute of Canada (1970)
- Julian Smith Medal (1977)
- Engineering Institute of Canada (1990: Fellow)
- Canadian Association of Management Consultants (1994: Fellow)
- Doctor of Mathematics (DMath) (Università di Waterloo) (2005)
- Intelligent Transportation systems association of Canada Lifetime achievement Award, 2013

## Organizzazioni
- Mount Sinai Hospital (Toronto) (membro del Board of Governors)
- Technion University, Israele (membro del Canadian Board)
- Donalda Club (Toronto)[2]
- Canadian Board of the Weizmann Institute (Israele)[6]